# Ève de Saint-Martin
Pour les articles homonymes, voir Ève (homonymie).
La bienheureuse Ève de Saint-Martin, connue également comme Ève de Liège, morte en 1266, est une recluse de la principauté de Liège qui, avec Julienne de Cornillon, est à l'origine de la Fête de l'Eucharistie ou Fête-Dieu.

## Biographie

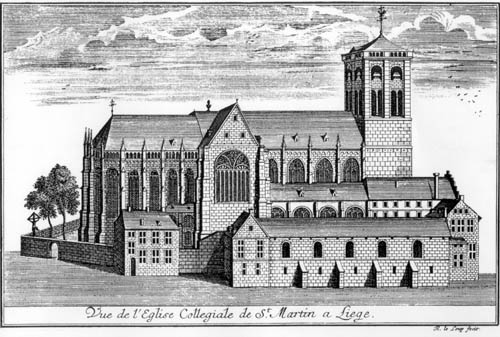
Collégiale Saint-Martin (entièrement rebâtie au XVI), gravure de 1735.

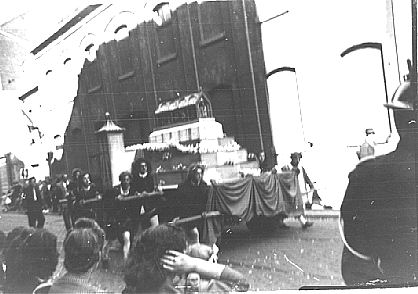
de la Fête-Dieu à Liège en 1946.

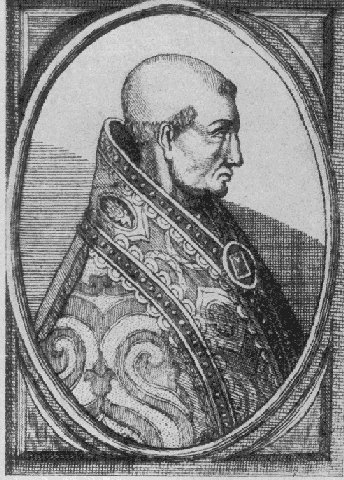
Urbain IV.

On connait peu de chose de sa vie. Ève est proche des milieux béguinaux en plein essor à Liège au XIIIe siècle et qui ont entre autres caractéristiques, outre l'ascèse et une propension au mysticisme, une dévotion particulière pour l'eucharistie, dévotion qui se développera bientôt dans toute la chrétienté.
Elle devient recluse près de la collégiale Saint-Martin de Liège sous la règle cistercienne, à l'instigation de la mystique Julienne de Cornillon auprès de laquelle elle semble avoir joué le rôle de confesseur. Ève et Julienne reçoivent la visite de l'évêque de Cambrai Gui de Laon accompagné du nouvel évêque de Liège Robert de Thourotte. C'est probablement sous l'impulsion des deux mystiques que la première Fête-Dieu est célébrée en 1246 par Robert de Thourotte.
Après la mort de ce dernier en 1246, Julienne est confrontée à une forte opposition de la bourgeoisie locale, du clergé et du nouveau prince-évêque Henri de Gueldre, méfiants à l'égard du mouvement béguinal tenu par certains pour hérétique. Elle doit s'exiler à Namur puis à Fosses-la-Ville où elle meurt en 1258. Elle n'est donc pas présente quand la fête est rétablie par un légat apostolique, le cardinal Hugues de Saint-Cher, et célébrée pour la première fois à Liège, à Saint-Martin en 1252 où il est probable qu'Ève, restée à Liège, ait été présente.
Ève semble avoir poursuivi la mission de Julienne après la mort de celle-ci : elle est en relation avec Jacques Pantaléon, archidiacre de Fosses-la-Ville (principauté de Liège) de 1230 à 1250, qui, en 1261, devint pape sous le nom d'Urbain IV. Ce dernier lui envoie une missive le 8 septembre 1264 pour l'informer de l'universalisation de la Fête-Dieu par la bulle Transiturus de hoc mundo promulguée le 11 août précédent et dont l'Office du Saint-Sacrement fut rédigé par Thomas d'Aquin,.

### Vénération
Ève de Liège a été déclarée bienheureuse par l'Église catholique, le 1er mai 1902 par le pape Léon XIII. Sa mémoire est célébrée le 14 mars, ou le 4 juin dans le diocèse de Liège.